# Pelham Manor
Pelham Manor är ett municipalsamhälle (village) i kommunen Pelham i Westchester County i delstaten New York. Vid 2020 års folkräkning hade Pelham Manor 5 721 invånare.

## Kända personer från Pelham Manor
- Harry Babcock, friidrottare